# António Calvário
António Calvário da Paz (Maputo, Moçambique, 17 de Outubro de 1938) é um cantor português que venceu o primeiro Grande Prémio TV da Canção Portuguesa.

## Biografia
António Calvário da Paz nasceu em Moçambique no dia 17 de Outubro de 1938. Vem para a Metrópole, mais propriamente para Portimão, com 8 anos de idade. Depois vai para Lisboa de forma a acabar o 3º curso liceal. Tem aulas de canto com Corina Freire, antiga cantora e sua prima avó.
Entra para a Emissora Nacional em 1957 depois de ter concorrido a um concurso mas sem ter de passar pelo famoso Centro de Preparação de Artistas. Em 1960 foi aclamado no Festival da Canção Portuguesa, realizado na cidade do Porto, com "Regresso". Grava o EP "O Papá e a Mamã" com Maria de Lourdes Resende que contém os temas "O Papa e a Mamã", "Melodia de Natal" e "Amanhã Se Deus Quiser" que venceu o I Concurso de Canções Ligeiras da Rádiotelevisão Portuguesa.
Em 1961 vence o seu primeiro título de Rei da Rádio. Volta a colaborar com Maria de Lourdes Resende em "Carnaval do Estoril". É ainda o ano de "Oração de Amor" e de "O Meu Chapéu".
"Desse Amor Melhor" e "Perdão para Dois" são grandes sucessos em 1962. Recebe o Óscar da Imprensa (na primeira edição dos Prémios da Casa da Imprensa) para melhor cançonetista masculino desse ano.
Em 1963 estreia-se no teatro com o grande êxito de "Chapéu Alto". Edita os discos "O Dia Mais Longo", "Fado Hilário" e "Avé Maria dos Namorados". Grava também um disco com Los Guaireños.
Em 1964 participa na revista "Lábios Pintados" onde interpreta o tema "Tricana". Foi o primeiro vencedor do Grande Prémio TV da Canção Portuguesa, com a canção "Oração",  tendo representado Portugal, pela primeira vez, no Festival Eurovisão da Canção, que decorreu na Dinamarca.
Ainda em 1964 estreia-se no cinema em "Uma Hora de Amor", realizado por Augusto Fraga, onde contracenou com Madalena Iglésias. Grava uma versão de "Sabor a Sal".
Volta a participar no Grande Prémio TV da Canção, em 1965, com "Você Não Vê", "Bom Dia" e "Por Causa Do Mar". Grava "Fados" e "Meu Coração da Madeira". Actua ainda no filme "Rapazes de Táxis" de Constantino Esteves.
A canção "Encontro Para Amanhã" fica em 6º lugar no Festival RTP da Canção de 1966. O filme "Sarilho de Fraldas", novamente com Madalena Iglésias, é um dos grandes sucessos do ano. Participa também na revista "Zero, Zero, Zé, Ordem para Pagar".
Participa no Festival RTP da Canção de 1968 com "O Nosso Mundo". É também o ano do Filme "O Amor Desceu em Pára-quedas" e da revista "Esta Lisboa que Eu Amo" que estreou no Teatro Monumental.
António Calvário e Simone de Oliveira gravam um EP com versões do filme "My Fair Lady".
Representa Portugal no I Festival da Canção Latina No Mundo, realizada no México, onde obtém o 4º lugar - o melhor lugar europeu. É editado um single com os temas "Terra de Flores" e "Canção da Juventude".
Obtém um grande sucesso com "Chorona".
Em 1969 é um dos produtores do filme O Diabo Era Outro, com Milú, Nicolau Breyner e Hermínia Silvia, que se revela um desastre financeiro e obrigou-o a actuar em vários circos, e outros locais, para conseguir pagar os encargos decorrentes desse mau investimento.
Em 1974 grava uma versão da canção "A Rosa Que Te Dei" de José Cid. Com o 25 de Abril deixa de cantar nos palcos em que estava habituado, para cantar em night-clubs e cabarets.
Depois de um longo período de ausência volta em 1977 ao teatro, no ABC, com as revistas "Põe-te na Bicha" e "Direita Volver". Da primeira resultará um grande sucesso com "Mocidade, Mocidade", da autoria de Nuno Nazareth Fernandes, música, e letra de Carlos Coelho
Em 1988 lança um single com os temas "Adeus Isabel" e "Santa Luzia".
Nos anos 90, pela mão de Carlos Alfaiate e Luís Aleluia na sua produtora CARTAZ - Produção de Espectáculos, volta ao contacto directo com o grande público realizando uma extensa digressão por todo o país com vários espectáculos de Revista À Portuguesa onde António Calvário cantou o seus maiores êxitos e alguns inéditos.
O disco "Canto Avé Maria" é editado em 1997 pela editora Strauss.
Regressa aos estúdios e aos palcos em 2000 com o CD "Volta" que inclui o sucesso "Nem Sequer Sei O Teu Nome".
Em 2003 é editada a biografia "António Calvário - A Canção de Uma Vida" da autoria do jornalista Luis Guimarães.
Em 2006 participou no programa "Circo das Celebridades" onde esteve quatro semanas e contracenou com José Castelo Branco e Marta Cardoso do primeiro Big Brother.
A comemorar 50 anos de carreira, em 2008, é lançada uma compilação pela Farol com dois temas inéditos ("Cheguei estou aqui" e "Só a cantar", ambos de Ondina Santos e Vítor Talhas) e ainda a autobiografia "Histórias da minha História", editada pela Guerra & Paz.
Em 2025 mais de 70 participantes anteriores da Eurovisão, incluindo António Calvário, assinaram uma carta aberta à União Europeia de Radiodifusão (UER) exigindo que Israel fosse banido do concurso.

#### Participações

##### Festival da Canção Portuguesa
| Edição | Canção          | Resultado |
| ------ | --------------- | --------- |
| 1960   | "Regresso"      |           |
| 1961   | "Porque voltei" | 7º        |

##### Festival da Canção
| Edição | Canção                 | Música                      | Letra                                  | Final             | Pontos            | Semi           | Pontos         |
| ------ | ---------------------- | --------------------------- | -------------------------------------- | ----------------- | ----------------- | -------------- | -------------- |
| 1964   | "Oração"               | João Nobre                  | Rogério Bracinha & Francisco Nicholson | 1º                | 79                | Sem semifinais | Sem semifinais |
| 1964   | "Para cantar Portugal" | Jaime Filipe & Tavares Belo | Artur Ribeiro                          | 6º                | 11                | Sem semifinais | Sem semifinais |
| 1965   | "Por causa do mar"     | José Pereira Mesquita       | Manuela de Moura Sá Teles Santos       | 6º                | 13                | Sem semifinais | Sem semifinais |
| 1965   | "Bom Dia"              | José Pereira Mesquita       | Manuela de Moura Sá Teles Santos       | 7º                | 6                 | Sem semifinais | Sem semifinais |
| 1965   | "Você não vê"          | João Andrade Santos         | Manuela de Moura Sá Teles Santos       | 8º                | 2                 | Sem semifinais | Sem semifinais |
| 1966   | "Encontro para Amanhã" | Carlos Nóbrega e Sousa      | Jerónimo Bragança                      | 5º                | 26                | Sem semifinais | Sem semifinais |
| 1967   | "Deixa-me só"          | Carlos Canelhas             | Alberto Azevedo                        | Não se qualificou | Não se qualificou | 4º             | 44             |
| 1967   | "Vencerás"             | Carlos Canelhas             | Luís Simão                             | Não se qualificou | Não se qualificou | 6º             | 8              |
| 1968   | "O Nosso Mundo"        | Fernando Poitier            | Fernando Vieira                        | 10º               | 2                 | Sem semifinais | Sem semifinais |

##### Festivais Internacionais
| Edição                         | Canção                | Música       | Letra                                     | Final | Pontos |
| ------------------------------ | --------------------- | ------------ | ----------------------------------------- | ----- | ------ |
| Eurovisão 1964                 | "Oração"              | João Nobre   | Rogério Bracinha & Francisco Nicholson    | 13º   | 0      |
| Festival da Canção Latina 1969 | "Canção de Juventude" | Pedro Jordão | Joaquim Pedro Gonçalves                   | 4º    |        |
| Festival da Canção Latina 1969 | "Terra de Flores"     | Pedro Jordão | João Maria Tudela & António Sousa Freitas |       |        |

## Discografia
(incompleta)

### Singles e EPs
- 1960, Regresso
- 1960, Sem Ti, A Voz do Dono
- 1960, O Papá e a Mamã, A Voz do Dono (com Maria de Lourdes Resende) AVDD 7LEM3063
- 1961, Carnaval do Estoril, A Voz do Dono (com Maria de Lourdes Resende)
- 1961, Oração de Amor, A Voz do Dono
- 1961, O Meu Chapéu, A Voz do Dono
- 1962, Desse Amor Melhor, A Voz do Dono
- 1962, Perdão para Dois, A Voz do Dono [Perdão Para Dois / Nossa Senhora do Amor / La Escalera (A Escada)/Tu Nunca Saberás] AVDD 7LEM3097
- 1963, O Dia Mais Longo, A Voz do Dono
- 1963, Fado Hilário, A Voz do Dono
- 1963, Avé Maria dos Namorados, A Voz do Dono
- 1963, António Calvario com Los Guaireños, A Voz do Dono
- 1963, Boas Festas!, A Voz do Dono
- 1964, Ó Meu Senhor, A Voz do Dono
- 1964, Oração, A Voz do Dono
- 1964, Trechos do Filme "Uma Hora de Amor", A Voz do Dono (com Madalena Iglésias)
- 1964, Sabor a Sal, A Voz do Dono
- 1964, Natal de Belém, A Voz do Dono
- 1965, Fados, A Voz do Dono
- 1965, Meu Coração da Madeira, A Voz do Dono
- 1965, Rapazes de Táxis, A Voz do Dono
- 1965, Ce Monde, A Voz do Dono
- 1966, Encontro para Amanhã, A Voz do Dono
- 1966, Marchas do Estoril, A Voz do Dono
- 1966, Pop Fado, A Voz do Dono
- 1966, Cantar na Estrada, A Voz do Dono
- 1966, Canções de Natal, A Voz do Dono
- 1966, Música do Filme "Sarilho de Fraldas", Tecla (com Madalena Iglésias)
- 1966, Música do Filme "Sarilho de Fraldas" 2, Tecla (com Madalena Iglésias)
- 1966, O Fado Nasceu na Rua, Belter
- 1968, O Nosso Mundo, Alvorada
- 1968, Canções de My Fair Lady, Decca (com Simone de Oliveira)
- 19__, O Grito Do Silêncio/Meu Velho Outono/Valeu A Pena/Não Passo Bem A Noite, Alvorada
- 19__, O Meu Nome É António, Alvorada
- 19__, Terra de Flores/Canção da Juventude, Alvorada
- 19__, Chorona/A Primeira Pedra, Alvorada
- 196_, Chorona, Alvorada [Chorona /A Primeira Pedra/Canção da Juventude/Digam O Que Digam ]
- 1969, Canções da Banda Sonora do Filme "O Diabo Era Outro", Alvorada
- Confissão Fadista/Ai Mouraria/Fado Toureiro/A Tendinha, Roda
- 1974, A Rosa Que Te Dei, Imavox
- A Festa do Emigrante
- 1978, Mocidade, Mocidade/Fado É Povo, Lis/Rossil
- 1988, Adeus Isabel/Santa Luzia, CBS

### Álbuns
- 1967, Canções de Natal, Coimbra
- 1973, Regresso, A Voz do Dono
- 1984, Saudade, EMI
- 1993, António Calvário, Ovação
- 1994, O Melhor de António Calvário, EMI
- 1994, O Melhor dos Melhores, Movieplay
- 1996, Oração - Colecção Caravela/EMI
- 1997, Canto Avé-Maria, Strauss
- 2000, Volta, NZ/Universal
- 2003, Clássicos da Renascença, Movieplay
- 2008, Vida, Farol
- 2008, "O melhor de António Calvário", Iplay/VC (duplo CD)

### Outros
IX FESTIVAL HISPANO-PORTUGUÊS DA CANÇÃO- ARANDA DO DOURO SIDE A: 1.O SOL VOLTARÀ 2.UM BARCO VEM NO MAR SIDE B: 1.OLHOS DE VELUDO 2.VAI MAIS DEVAGAR - EP-60-10

## Teatro
Participou em várias peças como cantor (Lista incompleta)
- 1963 - Chapéu Alto - Teatro ABC[3][4]
- 1966 - Zero, Zero, Zé - Ordem P'ra Pagar - Teatro Variedades[5]
- 1966 - Esta Lisboa Que Eu Amo - Teatro Monumental[6]
- 1967 - Duas Pernas... 1 Milhão - Teatro Capitólio[7]
- 1969 - Peço a Palavra! - Teatro Variedades[8]
- 1978 - Põe-te na Bicha - Teatro ABC[9]
- 1979 - A Invasão - Teatro da Trindade[10]
- 1991 - Andamos Todos ao Mesmo! - Digressão (produtora Cartaz)
- 2015 - Mais Riso é o Que é Preciso! - Digressão[11][12]
- 2018-atualmente - Volt'a Portugal em Revista - Digressão [13]
- 2021-atualmente - Calvário - Uma Vida de Canções - Digressão[14]

## Comentários
"A participação no Festival da Canção é uma marca muito importante na minha carreira, será sempre uma referência da minha vida profissional . Muito embora eu já fosse uma figura muito popular antes de ter participado no Festival da RTP. Já tinha concorrido aos festivais da Emissora Nacional. Aliás, devo o meu nome à rádio. Por isso, convidaram-me para ir ao Festival da RTP e acabei por vencer a primeira edição. Foi com muito orgulho e com muita honra que representei Portugal na Eurovisão. " (AC / Diário de Notícias)
"Os fãs mudaram em parte a minha vida, nomeadamente a opção do casamento, tive sempre um enorme respeito pelo público e nunca lhe quis desagradar e fui maleável" AC/Lusa
"Uma editora francesa mostrou interesse em gravar `Oração` em francês e outras canções, mas a minha editora portuguesa, a Valentim de Carvalho, na altura não autorizou" AC/ Lusa.
"As filmagens (do filme O Diabo Era Outro) foram-se arrastando, o realizador não dava o filme por terminado e como produtor tive de contrair um empréstimo junto da banca, mas paguei tudo, cantando onde me davam trabalho, até em circos e fiz digressões às ex-colónias por minha conta e risco que correram bem e me permitiram saldar tudo" AC/Lusa.